# Cyclomia calidata
Cyclomia calidata là một loài bướm đêm trong họ Geometridae.